# 물염정
물염정은 대한민국 전라남도 화순군 이서면 창랑리에 있다. 2001년 7월 22일 화순군의 향토문화유산 제3호로 지정되었다.